# Megabruchidius dorsalis
Megabruchidius dorsalis là một loài bọ cánh cứng trong họ Bruchidae. Loài này được Fåhraeus miêu tả khoa học năm 1839.